# 魂の試される時
『魂の試される時』（たましいのためされるとき）は、丹羽文雄の小説。

## 概要
小説は1976年から1977年にかけて新聞連載され、その掲載当時はヒロインの生き方が特に若い女性たちの間で大きな反響を呼んだ。新潮社より書籍化された。
川瀬林作とその息子の庸を愛してしまったヒロインで書道家の土屋萩が、結婚を前提としない交際とその葛藤に悩みながらも最後には書道に打ち込むまでを、それ以前からの萩の恋人である山喜田晃、林作の妻・博子との三角関係、母の座、妻の座のあり方など萩を取り巻く様々な人間関係を織り込み、萩にまつわるいくつもの愛を追いながら描いた。1978年にテレビドラマされた。

## 登場人物
土屋萩
書道家。祖母も書家であり、21歳の時に祖母を受け継いで6年目で念願の権威ある芸展での入選を果たす。山喜田晃は恋人で、3年前に晃がパリへ行く時、書道への情熱を捨てきれずに結婚を見送ったが、芸展入選を果たしたその時に晃が一時帰国、今なら結婚に踏み切れるとして、軽井沢の晃のアトリエへ向かった。
川瀬林作
かつては萩の父が経営する「土屋貿易」に勤務していたが、萩の父の死後はここから独立し貿易会社を経営。漁色家の一面もあり、何人かの愛人がいる。
川瀬庸
林作の息子。林作の浮気旅行に付いて行った先の軽井沢で、晃がパリ土産として晃自身が彫金したサンゴの玉が二つ並んだ髪飾りのうち欠けて落ちていた一つの玉を拾い、萩とは軽井沢から東京へ帰る途中のスナックで初めて会う。原作では高校生で始まったが、テレビドラマ版では大学生という設定でスタートしている。
川瀬博子
林作の妻。夫の女性関係を敢えて知らぬふりという態度を取っている。
土屋吉郎
萩の兄。
土屋郁子
吉郎の妻。
武見徹
久子
寿美
愛子
林作の愛人の一人。長期療養中の夫・順一がいる。博子にとっては、血のつながらない妹という関係に当たる。
順一
愛子の夫。病気療養中。
土屋茂代
萩の母。
丹波心郷
萩の書道の師匠。
山喜田晃
萩の恋人。結婚の思いまで寄せられていた萩の芸展入選のちょうどその時にパリから一時帰国。実は萩の兄嫁・郁子のいとこに当たる。

## テレビドラマ
1978年2月4日から同年5月27日までフジテレビ系列の「土曜劇場」枠で放映された。全17話。テレビドラマでのタイトルバックは、平穏だった水面に一つまた一つ、波紋が出来ていくというものだった。

### 出演
- 土屋萩：十朱幸代
- 川瀬庸：清水健太郎
- 川瀬林作：佐藤慶
- 愛子：宇津宮雅代
- 武見徹：渡辺篤史
- 土屋吉郎：早川保
- 川瀬博子：久我美子
- 友彦：神有介
- 涼子：二階堂千寿
- 久子：原田美枝子
- 順一：岸田森
- 晃の母：原ひさ子
- 茅島成美
- 久子の父：内藤武敏
- 久子の母：北村昌子
- 土屋郁子：馬渕晴子
- 山喜田晃：柳生博
- 土屋茂代：宝生あやこ
- 丹波心郷：西村晃

### スタッフ
- 原作：丹羽文雄（新潮社刊）
- 企画：久保寺生郎（勝プロダクション）、猪俣一人
- プロデューサー：西岡佑幸（勝プロダクション）、加川信敏（アズバーズ）、久保田榮一（フジテレビ）
- 脚本：大藪郁子（1 - 8話）、中井多津夫（9 - 17話）
- 演出：小田切成明（1 - 6話）、生島信（7 - 17話）
- 演出補：堀井義正 他
- 音楽：津島利章
- 音響効果：山本文勝
- 撮影技術：佐々木俊幸
- 照明：藤原武夫
- カメラ：山下悟
- カラー調整：白鳥好一
- 録画編集：井尾俊三
- 音声：奥山東宣宏
- 技術協力：渋谷ビデオスタジオ、吉川勝二
- 美術：島公靖、小泉章一
- 美術制作：吉田純二
- 美術進行：志村文男
- 大道具：西田忠司
- 小道具：武藤憲一
- 持道具：佐藤信義
- 衣裳：恩田泰治
- 化粧：田村光子、小島和子
- 題字：丹羽文雄
- 制作協力：アズバーズ
- 制作：勝プロダクション、フジテレビ

| フジテレビ 土曜劇場                | フジテレビ 土曜劇場                     | フジテレビ 土曜劇場              |
| 前番組                             | 番組名                                  | 次番組                           |
| ---------------------------------- | --------------------------------------- | -------------------------------- |
| まひる野 （1977.9.24 - 1978.1.28） | 魂の試される時 （1978.2.4 - 1978.5.27） | 白い巨塔 （1978.6.3 - 1979.1.6） |